# Royan
Royan este un oraș în Franța, în departamentul Charente-Maritime, regiunea Noua Aquitania. Royan este o stațiune turistică. Comuna propriu-zisă are o populație de 18.100 locuitori, dar zona metropolitană are peste 30.000 de locuitori.
Royan posedă 5 plaje la Oceanul Atlantic și Estuarul Gironde.
1. ↑  répertoire géographique des communes, accesat în 26 octombrie 2015
2. ↑  dataset of postal codes in France, 1 octombrie 2018